# Francesco Casisa
Francesco Casisa, né le 26 février 1987 à Palerme, est un acteur italien.

## Biographie
Enfant du quartier populaire ZEN (Zona Espansione Nord) à la périphérie nord de Palerme, il commence à travailler dès 9 ans, chez un maraicher.
Il a 13 ans quand il rencontre le réalisateur Emanuele Crialese, lequel l'embauche pour le film Respiro. Peu de temps après le tournage de ce film, il a un accident qui le plonge dans le coma. Sa reconstruction faciale, après la perte de ses incisives et ses canines, est financée par Emanuele Crialese et les actrices Maria Grazia Cucinotta et Valeria Golino. Il tourne ensuite dans Golden Door.
Après la mort de son père puis de son frère Paolo en 2012 et des ennuis avec la justice, il s'installe quelques jours à New York puis à Paris, où il devient chef cuisinier dans une pizzeria de la Rue du Faubourg-Poissonnière. Il tourne dans un film français, Discount (film) de Louis-Julien Petit, en 2014.

## Filmographie

### Cinéma
- 2002 : Respiro d'Emanuele Crialese : Pasquale
- 2004 : Il fantasma di Corleone de Marco Amenta
- 2006 : Golden Door d'Emanuele Crialese : Angela Mancuso
- 2008 : Il mattino ha l'oro in bocca de Francesco Patierno : Tommy
- 2008 : La Sicilienne (La siciliana ribelle) de Marco Amenta : Vito
- 2012 : Sins Expiation de Carlo Fusco : le pâtissier
- 2012 : Amaro amore de Francesco Henderson Pepe : Santino
- 2012 : Vento di Sicilia de Carlo Fusco
- 2014 : Discount de Louis-Julien Petit : Francesco
- 2014 : Truggy Blast Rebel (court métrage) d'Augustin Barbaroux : Joseph
- 2022 : L'Immensita d'Emanuele Crialese : le harceleur 1
- 2023 : Les Derniers hommes de David Oelhoffen : Volmann dit "Poussin"

### Télévision
- 2002 : Paolo Borsellino (téléfilm) de Gianluca Maria Tavarelli
- 2007 : Il capo dei capi (mini-série télévisée) d'Alexis Cahill et Enzo Monteleone : Menico
- 2012 : Paolo Borsellino - I 57 giorni (téléfilm) d'Alberto Negrin : Vincenzo Li Muli